# Damara
Damara, damaqua o dama (en llengua hoekhoegowab: ǂNūkhoen, literalment "Gent Negra") anomenats pels alemanys com Berg Damara (Damara de la Muntanya, en referència al fet que vivien als turons i llocs muntanyosos; també els anomenaven daman o damaqua) és un grup ètnic del centre i sud de Namíbia que són un 8,5% de la població. La seva llengua és el khoekhoe (el mateix que el poble nama)
El seu origen constitueix una incògnita per als antropòlegs, perquè comparteixen l'idioma d'espetecs dels san i els nama (els namaqua), però no estan relacionats amb aquests més enllà de ser veïns i compartir l'idioma, sent totes les seves altres característiques similars als bantú que van venir de l'est (aparença i cultura). Això fa pensar que puguin haver estat el primer grup bantú a arribar a l'actual Namíbia procedent de territoris al nord-est.
Fins a la dècada de 1870 els damares ocupaven gran part del centre de Namíbia, però es van veure desplaçats després de successives invasions de grups nama des del sud, i de hereros des del nord.
Els damares es dedicaven principalment a l'agricultura, encara que també criaven bestiar. Gran part dels seus costums i tradicions agrícoles es van perdre després de ser enviats al seu propi territori, el bantustán de Damaraland, durant el període de l'aplicació de les polítiques de "desenvolupament separat" de l'apartheid, quan Sud-àfrica ocupava i administrava Àfrica del Sud-oest. Això es va deure al fet que aquest territori, de terres pobres i pluges irregulars, no era adequat per a l'agricultura. A conseqüència d'això, els damares ara, havent en gran majoria abandonat l'agricultura, busquen treball als centres urbans.